# 도주왕
도주왕(Le Roi de l'évasion)은 2008년 개봉한 프랑스의 영화이다.

## 캐스팅
- 루도빅 버딜럿 - Armand Lacourtade
- 합시아 헤지 - Curly Durandot